# Calle 13
Calle 13 (рус. Кайе Тресе — «Улица 13») — пуэрто-риканский дуэт, выступающий на стыке жанров реггетон, кумбия, использующий национальные мотивы народов Латинской Америки. Участники дуэта — сводные братья: «Residente» — Рене Перес Хоглар (исп. René Pérez Joglar) (родился 23 февраля 1978) и «Visitante» — Эдуардо Хосе Кабра Мартинес (исп. Eduardo José Cabra Martínez) (10 сентября 1978). Название коллектив получил благодаря улице, на которой жил «Residente» — 13-я улица в Сан-Хуане, столице Пуэрто-Рико.
В 2009 году группа выпустила документальный фильм социальной направленности «Sin mapa» (Без карты), снятый по впечатлениям от поездок по Перу, Никарагуа, Колумбии и Венесуэле.
После нескольких неудачных попыток группа получила кубинскую визу и 25 марта 2010 года группа дала концерт в Гаване, на котором присутствовало от 500 до 900 тысяч человек.
22 ноября 2010 дуэт выпустил свой четвёртый альбом Entren los que quieran.
В 2011 году песня Latinoamérica и альбом Entren los que quieran были номинированы в десяти категориях «Латинской Грэмми», одержав победу в девяти из них. Таким образом исполнители добились звания самых титулованных победителей конкурса за всю его историю. Сама песня была удостоена звания «песни года» и «записи года».

## Дискография
- 2005: Calle 13
- 2007: Residente o Visitante
- 2008: Los De Atrás Vienen Conmigo
- 2010: Entren los que quieran
- 2014: MultiViral